# أحمد بزيع الياسين
أحمد بزيع الياسين (6 شوال 1346 هـ / 28 مارس 1928م - 8 سبتمبر 2011 )، رجل أعمال كويتي. أسس بيت التمويل الكويتي، وترأس العديد من الهيئات الشرعية في مختلف البنوك والمؤسسات الإسلامية في دولة الكويت وخارجها.

## الوظائف التي شغلها
- عضو في بيت الزكاة.
- عضو مجلس إدارة البنك المركزي .
- رئيس مجلس إدارة بيت التمويل الكويتي 1977-1993
- رئيس مجلس إدارة بيت التمويل التركي 1981-1993
- عضو مجلس إدارة الهيئة الخيرية الإسلامية العالمية .
- عضو مجلس إدارة جمعية النجاة الخيرية.
- عضو مجلس إدارة جمعية الشيخ عبد الله النوري الخيرية.
- رئيس هيئة الفتوى والرقابة الشرعية في بيت التمويل الكويتي منذ عام-1994م.
- أمين سر جمعية الإصلاح الاجتماعي (الإخوان المسلمون في الكويت).
- عضو مجلس إدارة الغرفة التجارية .
- له ابحاث ومحاضرات في مجال الاقتصاد بما فيه الاقتصاد الإسلامي.

## وصلات خارجية
- أحمد بزيع الياسين، Kuwait Politics Database
- الرئيس الشيخ أحمد بزيع الياسين، هيئة الرقابة الشرعية، دار الاستثمار